# ماسل بیچ پارتی
ماسل بیچ پارتی (انگلیسی: Muscle Beach Party) فیلمی در ژانر و به کارگردانی ویلیام اشر است که در سال ۱۹۶۴ منتشر شد. از بازیگران آن می‌توان به فرانکی آوالون، آنت فونیچلو، لوچانا پالوتزی، جان اشلی، و دان ریکلس اشاره کرد.